# 20e étape du Tour d'Italie 2017
Pour un article plus général, voir Tour d'Italie 2017.
La 20e étape du Tour d'Italie 2017 se déroule le samedi 27 mai 2017, entre Pordenone et Asiago sur une distance de 190 km.

## Résultats

### Classement de l'étape
| \| Classement de l'étape \| Classement de l'étape \| Classement de l'étape \| Classement de l'étape \| Classement de l'étape \| \| Coureur \| Coureur \| Pays \| Équipe \| Temps \| \| --------------------- \| --------------------- \| --------------------- \| --------------------- \| --------------------- \| \| 1er \| Thibaut Pinot \| France \| FDJ \| 4 h 57 min 58 s \| \| 2e \| Ilnur Zakarin \| Russie \| Katusha-Alpecin \| + 0 s \| \| 3e \| Vincenzo Nibali \| Italie \| Bahrain-Merida \| + 0 s \| \| 4e \| Domenico Pozzovivo \| Italie \| AG2R La Mondiale \| + 0 s \| \| 5e \| Nairo Quintana \| Colombie \| Movistar Team \| + 0 s \| \| 6e \| Bob Jungels \| Luxembourg \| Quick-Step Floors \| + 15 s \| \| 7e \| Adam Yates \| Royaume-Uni \| Orica-Scott \| + 15 s \| \| 8e \| Sébastien Reichenbach \| Suisse \| FDJ \| + 15 s \| \| 9e \| Bauke Mollema \| Pays-Bas \| Trek-Segafredo \| + 15 s \| \| 10e \| Tom Dumoulin \| Pays-Bas \| Team Sunweb \| + 15 s \| |                       |             |                   |                 |
| |                       |             |                   |                 |
| Source : ProCyclingStats |                       |             |                   |                 |
| Classement de l'étape |                       |             |                   |                 |
| Coureur | Coureur               | Pays        | Équipe            | Temps           |
| 1er | Thibaut Pinot         | France      | FDJ               | 4 h 57 min 58 s |
| 2e | Ilnur Zakarin         | Russie      | Katusha-Alpecin   | + 0 s           |
| 3e | Vincenzo Nibali       | Italie      | Bahrain-Merida    | + 0 s           |
| 4e | Domenico Pozzovivo    | Italie      | AG2R La Mondiale  | + 0 s           |
| 5e | Nairo Quintana        | Colombie    | Movistar Team     | + 0 s           |
| 6e | Bob Jungels           | Luxembourg  | Quick-Step Floors | + 15 s          |
| 7e | Adam Yates            | Royaume-Uni | Orica-Scott       | + 15 s          |
| 8e | Sébastien Reichenbach | Suisse      | FDJ               | + 15 s          |
| 9e | Bauke Mollema         | Pays-Bas    | Trek-Segafredo    | + 15 s          |
| 10e | Tom Dumoulin          | Pays-Bas    | Team Sunweb       | + 15 s          |

### Points attribués
|   | Cycliste           | Nat      | Équipe            | Pts | Bonif |
| - | ------------------ | -------- | ----------------- | --- | ----- |
| 1 | Dylan Teuns        | Belgique | BMC Racing        | 8   | 3 s   |
| 2 | Dries Devenyns     | Belgique | Quick-Step Floors | 4   | 2 s   |
| 3 | Matthieu Ladagnous | France   | FDJ               | 1   | 1 s   |

|   | Cycliste           | Nat      | Équipe                        | Pts | Bonif |
| - | ------------------ | -------- | ----------------------------- | --- | ----- |
| 1 | Matthieu Ladagnous | France   | FDJ                           | 8   | 3 s   |
| 2 | Filippo Pozzato    | Italie   | Wilier Triestina-Selle Italia | 4   | 2 s   |
| 3 | Tom-Jelte Slagter  | Pays-Bas | Cannondale-Drapac             | 1   | 1 s   |

| - Sprint final de Asiago (km 190) \| \| Cycliste \| Nat \| Équipe \| Points \| Bonif \| \| -- \| --------------------- \| ----------- \| ----------------- \| ------ \| ----- \| \| 1 \| Thibaut Pinot \| France \| FDJ \| 15 \| 10 s \| \| 2 \| Ilnur Zakarin \| Russie \| Katusha-Alpecin \| 12 \| 6 s \| \| 3 \| Vincenzo Nibali \| Italie \| Bahrain-Merida \| 9 \| 4 s \| \| 4 \| Domenico Pozzovivo \| Italie \| AG2R La Mondiale \| 7 \| \| \| 5 \| Nairo Quintana \| Colombie \| Movistar \| 6 \| \| \| 6 \| Bob Jungels \| Luxembourg \| Quick-Step Floors \| 5 \| \| \| 7 \| Adam Yates \| Royaume-Uni \| Orica-Scott \| 4 \| \| \| 8 \| Sébastien Reichenbach \| Suisse \| FDJ \| 3 \| \| \| 9 \| Bauke Mollema \| Pays-Bas \| Trek-Segafredo \| 2 \| \| \| 10 \| Tom Dumoulin \| Pays-Bas \| Sunweb \| 1 \| \| |                       |             |                   |        |       |
| | Cycliste              | Nat         | Équipe            | Points | Bonif |
| 1 | Thibaut Pinot         | France      | FDJ               | 15     | 10 s  |
| 2 | Ilnur Zakarin         | Russie      | Katusha-Alpecin   | 12     | 6 s   |
| 3 | Vincenzo Nibali       | Italie      | Bahrain-Merida    | 9      | 4 s   |
| 4 | Domenico Pozzovivo    | Italie      | AG2R La Mondiale  | 7      |       |
| 5 | Nairo Quintana        | Colombie    | Movistar          | 6      |       |
| 6 | Bob Jungels           | Luxembourg  | Quick-Step Floors | 5      |       |
| 7 | Adam Yates            | Royaume-Uni | Orica-Scott       | 4      |       |
| 8 | Sébastien Reichenbach | Suisse      | FDJ               | 3      |       |
| 9 | Bauke Mollema         | Pays-Bas    | Trek-Segafredo    | 2      |       |
| 10 | Tom Dumoulin          | Pays-Bas    | Sunweb            | 1      |       |

### Cols et côtes
|   | Cycliste | Pays | Équipe | Points |
| - | -------- | ---- | ------ | ------ |
| 1 |          |      |        | 3      |
| 2 |          |      |        | 2      |
| 3 |          |      |        | 1      |

|   | Cycliste       | Pays     | Équipe            | Points |
| - | -------------- | -------- | ----------------- | ------ |
| 1 | Dries Devenyns | Belgique | Quick-Step Floors | 35     |
| 2 | Dylan Teuns    | Belgique | BMC Racing        | 18     |
| 3 |                |          |                   | 12     |
| 4 |                |          |                   | 9      |
| 5 |                |          |                   | 6      |
| 6 |                |          |                   | 4      |
| 7 |                |          |                   | 2      |
| 8 |                |          |                   | 1      |

| - Foza, 1re catégorie (km 175,2) \| \| Cycliste \| Pays \| Équipe \| Points \| \| - \| -------- \| ---- \| ------ \| ------ \| \| 1 \| \| \| \| 35 \| \| 2 \| \| \| \| 18 \| \| 3 \| \| \| \| 12 \| \| 4 \| \| \| \| 9 \| \| 5 \| \| \| \| 6 \| \| 6 \| \| \| \| 4 \| \| 7 \| \| \| \| 2 \| \| 8 \| \| \| \| 1 \| |          |      |        |        |
| | Cycliste | Pays | Équipe | Points |
| 1 |          |      |        | 35     |
| 2 |          |      |        | 18     |
| 3 |          |      |        | 12     |
| 4 |          |      |        | 9      |
| 5 |          |      |        | 6      |
| 6 |          |      |        | 4      |
| 7 |          |      |        | 2      |
| 8 |          |      |        | 1      |

## Classements à l'issue de l'étape

### Classement général
| \| Classement général \| Classement général \| Classement général \| Classement général \| Classement général \| \| Coureur \| Coureur \| Pays \| Équipe \| Temps \| \| ------------------ \| ------------------ \| ------------------ \| ------------------ \| ------------------ \| \| 1er \| Nairo Quintana \| Colombie \| Movistar Team \| 90 h 00 min 38 s \| \| 2e \| Vincenzo Nibali \| Italie \| Bahrain-Merida \| + 39 s \| \| 3e \| Thibaut Pinot \| France \| FDJ \| + 43 s \| \| 4e \| Tom Dumoulin \| Pays-Bas \| Team Sunweb \| + 53 s \| \| 5e \| Ilnur Zakarin \| Russie \| Katusha-Alpecin \| + 1 min 15 s \| \| 6e \| Domenico Pozzovivo \| Italie \| AG2R La Mondiale \| + 1 min 30 s \| \| 7e \| Bauke Mollema \| Pays-Bas \| Trek-Segafredo \| + 3 min 03 s \| \| 8e \| Adam Yates \| Royaume-Uni \| Orica-Scott \| + 6 min 50 s \| \| 9e \| Bob Jungels \| Luxembourg \| Quick-Step Floors \| + 7 min 18 s \| \| 10e \| Davide Formolo \| Italie \| Cannondale-Drapac \| + 12 min 18 s \| |                    |             |                   |                  |
| |                    |             |                   |                  |
| Source : ProCyclingStats |                    |             |                   |                  |
| Classement général |                    |             |                   |                  |
| Coureur | Coureur            | Pays        | Équipe            | Temps            |
| 1er | Nairo Quintana     | Colombie    | Movistar Team     | 90 h 00 min 38 s |
| 2e | Vincenzo Nibali    | Italie      | Bahrain-Merida    | + 39 s           |
| 3e | Thibaut Pinot      | France      | FDJ               | + 43 s           |
| 4e | Tom Dumoulin       | Pays-Bas    | Team Sunweb       | + 53 s           |
| 5e | Ilnur Zakarin      | Russie      | Katusha-Alpecin   | + 1 min 15 s     |
| 6e | Domenico Pozzovivo | Italie      | AG2R La Mondiale  | + 1 min 30 s     |
| 7e | Bauke Mollema      | Pays-Bas    | Trek-Segafredo    | + 3 min 03 s     |
| 8e | Adam Yates         | Royaume-Uni | Orica-Scott       | + 6 min 50 s     |
| 9e | Bob Jungels        | Luxembourg  | Quick-Step Floors | + 7 min 18 s     |
| 10e | Davide Formolo     | Italie      | Cannondale-Drapac | + 12 min 18 s    |

### Classement du meilleur jeune
| Classement du meilleur jeune | Classement du meilleur jeune | Classement du meilleur jeune | Classement du meilleur jeune | Classement du meilleur jeune |
|                              | Coureur                      | Pays                         | Équipe                       | Temps                        |
| ---------------------------- | ---------------------------- | ---------------------------- | ---------------------------- | ---------------------------- |
| 1er                          | Adam Yates                   | Royaume-Uni                  | Orica-Scott                  | en 90 h 7 min 28 s           |
| 2e                           | Bob Jungels                  | Luxembourg                   | Quick-Step Floors            | + 28 s                       |
| 3e                           | Davide Formolo               | Italie                       | Cannondale-Drapac            | + 6 min 5 s                  |
| 4e                           | Jan Polanc                   | Slovénie                     | UAE Emirates                 | + 10 min 8 s                 |
| 5e                           | Laurens De Plus              | Belgique                     | Quick-Step Floors            | + 1 h 11 min 3 s             |
| modifier                     |                              |                              |                              |                              |

### Classement aux points
| Classement par points | Classement par points | Classement par points | Classement par points | Classement par points |
| Coureur               | Coureur               | Pays                  | Équipe                | Points                |
| --------------------- | --------------------- | --------------------- | --------------------- | --------------------- |

### Classement du meilleur grimpeur
| Classement du meilleur grimpeur | Classement du meilleur grimpeur           | Classement du meilleur grimpeur | Classement du meilleur grimpeur | Classement du meilleur grimpeur |
| ------------------------------- | ----------------------------------------- | ------------------------------- | ------------------------------- | ------------------------------- |
|                                 | Coureur                                   | Pays                            | Équipe                          | Point(s)                        |
| 1er                             | Leader du classement du meilleur grimpeur | '                               | '                               |                                 |
| modifier                        |                                           |                                 |                                 |                                 |

### Classements par équipes

#### Classement au temps
| Classement par équipes | Classement par équipes | Classement par équipes | Classement par équipes |
| Équipe                 | Équipe                 | Pays                   | Temps                  |
| ---------------------- | ---------------------- | ---------------------- | ---------------------- |

#### Classement aux points
| Classement par équipes aux points | Classement par équipes aux points | Classement par équipes aux points | Classement par équipes aux points |
| Équipe                            | Équipe                            | Pays                              | Points                            |
| --------------------------------- | --------------------------------- | --------------------------------- | --------------------------------- |

## Abandons
- 161 -  Steven Kruijswijk (Lotto NL-Jumbo) : non partant
- 9 -  Giovanni Visconti (Bahrain-Merida) : Abandon